# Jorge Cardona Márquez
Jorge Cardona Márquez (Zaragoza, 2 de noviembre de 1987) es un deportista español que compite en tenis de mesa adaptado. Ganó tres medallas en los Juegos Paralímpicos de Verano entre los años 2008 y 2016.

## Palmarés internacional
| Juegos Paralímpicos | Juegos Paralímpicos     | Juegos Paralímpicos | Juegos Paralímpicos |
| Año                 | Lugar                   | Medalla             | Prueba              |
| ------------------- | ----------------------- | ------------------- | ------------------- |
| 2008                | Pekín (China)           | Medalla de plata    | Equipo 9-10         |
| 2012                | Londres (Reino Unido)   | Medalla de bronce   | Equipo 9-10         |
| 2016                | Río de Janeiro (Brasil) | Medalla de plata    | Equipo 9-10         |

## Condecoraciones
- Medalla de bronce de la Real Orden del Mérito Deportivo, otorgada por el Consejo Superior de Deportes (2013)[6]
- Diploma al Mérito Deportivo del Ayuntamiento de Zaragoza (2012)[7]